# Хліб-домовина

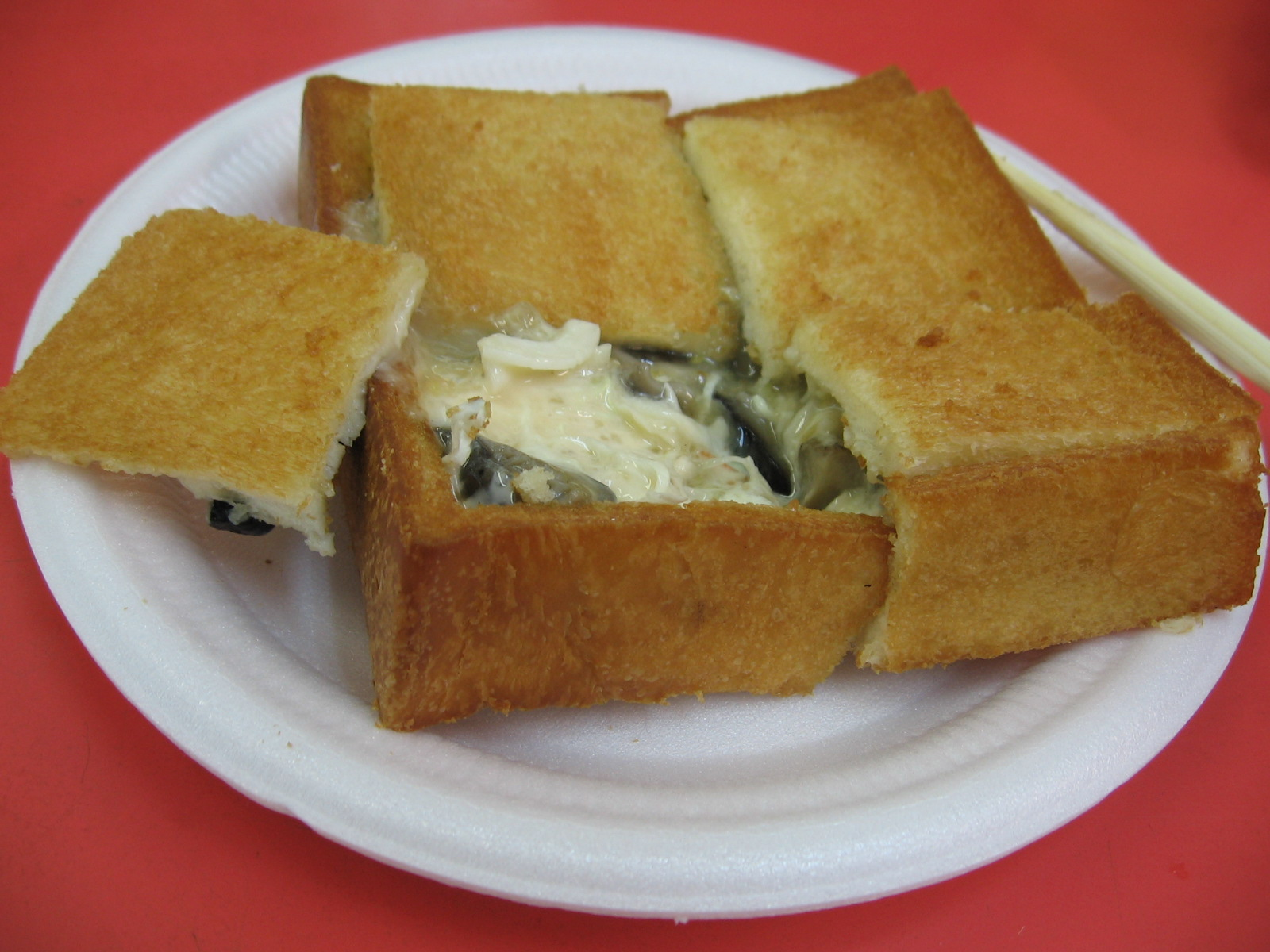
Хліб-домовина

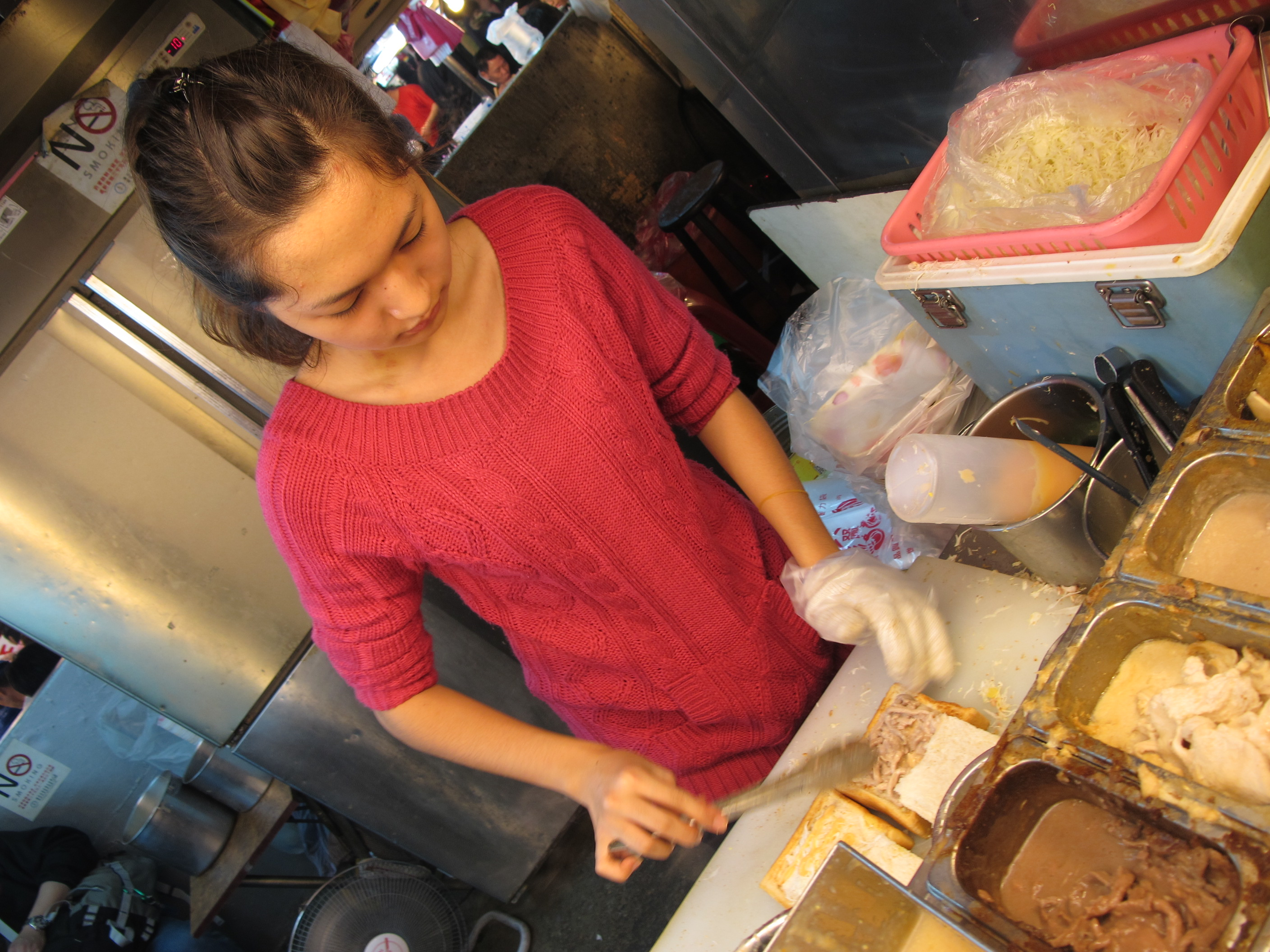
Приготування хліба-домовини на нічному ринку Шилін у Тайвані

Хліб-домовина, також відомий як «кришка для труни» або «дошка для труни» (тайван.: kuann-tshâ-pang, кит.: 棺材板; піньїнь: guāncaibǎn), — страва тайванської кухні, яка походить з Тайнаня.

## Історія
Хліб-домовину продають на нічних ринках у Тайнані та Тайбеї принаймні з 1940-х років. Він став популярним серед військ США, дислокованих на Тайвані.

## Короткий опис
Хліб-домовина складається з товстої плитки білого хліба в стилі техаського тосту. М'якуш хліба видовбують, а сам хліб підсмажують на тостері або обсмажують на сковорідці, а потім наповнюють вершковим рагу з курки, морепродуктів, рубців або грибів. Потім на нього накладається шматочок підсмаженого або смаженого хліба, створюючи вигляд «труни».